# Signo astrológico
Na astrologia ocidental, os signos astrológicos são os doze setores de 30 ° da eclíptica, começando no equinócio vernal (uma das interseções da eclíptica com o equador celeste), também conhecido como o Primeiro Ponto de Áries. A ordem dos signos astrológicos é Áries, Touro, Gêmeos, Câncer, Leão, Virgem, Libra, Escorpião, Sagitário, Capricórnio, Aquário e Peixes. Cada setor foi nomeado para uma constelação pela qual passava em tempos de nomeação.
O conceito de zodíaco se originou na astrologia babilônica, e mais tarde foi influenciado pela cultura helenística. De acordo com a astrologia, os fenômenos celestes se relacionam à atividade humana com o princípio de "como acima, e abaixo", de modo que os sinais são mantidos para representar modos característicos de expressão. As descobertas modernas sobre a verdadeira natureza dos objetos celestes minaram a base teórica para atribuir significado aos signos astrológicos, e a investigação científica empírica mostrou que as previsões e recomendações baseadas nesses sistemas não são precisas.
Atualmente, várias abordagens para medir e dividir o céu são usadas por diferentes sistemas de astrologia, embora a tradição dos nomes e símbolos do Zodíaco permaneça consistente. A astrologia ocidental mede a partir dos pontos Equinócio e Solstício (pontos relacionados aos dias iguais, mais longos e mais curtos do ano tropical), enquanto a astrologia Jyotiṣa ou Védica mede ao longo do plano equatorial (ano sideral). A precessão resulta nas divisões zodiacais da astrologia ocidental que não correspondem na época atual às constelações com nomes semelhantes, enquanto as medições de Jyotiṣa ainda correspondem às constelações de fundo.

## Signos do zodíaco ocidental

### Os signos

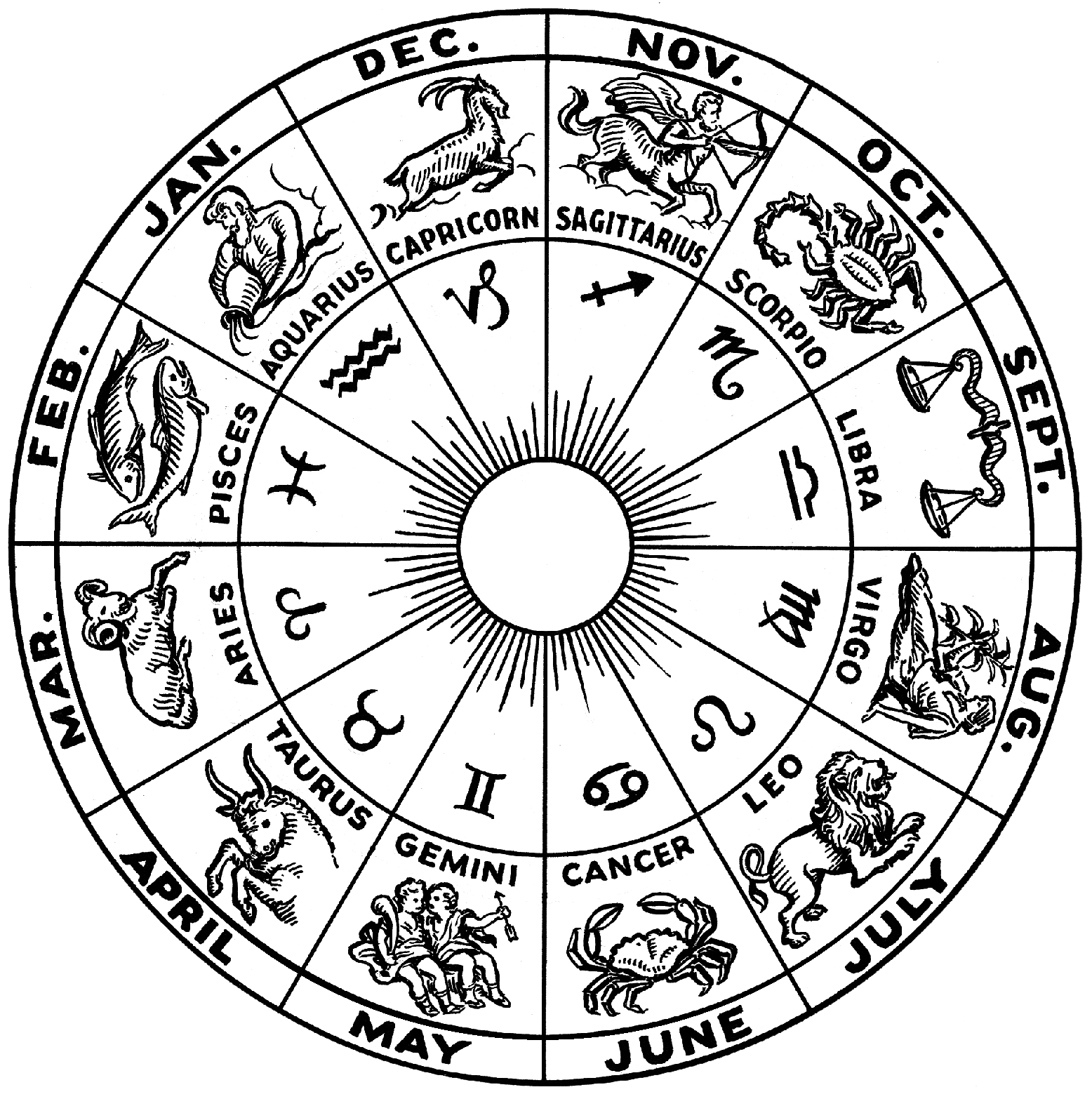
Os 12 signos do zodiaco

Existem os 12 signos o de Áries (0°) e indo até o último signo Peixes (360°)
| Signo       | Simbolo | Número | Longitude eclíptica (a ≤ λ <b) | Lustro                |
| ----------- | ------- | ------ | ------------------------------ | --------------------- |
| Áries       |         | 1      | 0° a 30°                       | O Carneiro            |
| Touro       |         | 2      | 30° a 60°                      | O Touro               |
| Gêmeos      |         | 3      | 60° a 90°                      | Os Gêmeos             |
| Câncer      |         | 4      | 90° a 120°                     | O Caranguejo          |
| Leão        |         | 5      | 120° a 150°                    | O Leão                |
| Virgem      |         | 6      | 150° a 180°                    | A Donzela             |
| Libra       |         | 7      | 180° a 210°                    | A Balança             |
| Escorpião   |         | 8      | 210° a 240°                    | O Escorpião           |
| Sagitário   |         | 9      | 240° a 270°                    | O Arqueiro (Centauro) |
| Capricórnio |         | 10     | 270° a 300°                    | A Cabra               |
| Aquário     |         | 11     | 300° a 330°                    | O Aguadeiro           |
| Peixes      |         | 12     | 330° a 360°                    | O Peixe               |

### Os 4 elementos
Existem 4 Elementos o Fogo, Ar, Terra e Água, cada elemento contem 3 signos.
| Polaridade                            | Elemento | Simbolo | Palavras-chave                            | Signos                     |
| ------------------------------------- | -------- | ------- | ----------------------------------------- | -------------------------- |
| Positivo (masculino • autoexpressivo) | Fogo     |         | Entusiasmo, unidade para se expressar, fé | Áries, Leão, Sagitário     |
| Positivo (masculino • autoexpressivo) | Ar       |         | Comunicação, socialização, conceituação   | Gêmeos, Libra, Aquário     |
| Negativo (feminino • independente)    | Terra    |         | Praticidade, cautela, mundo material      | Touro, Virgem, Capricórnio |
| Negativo (feminino • independente)    | Água     |         | Emoção, empatia, sensibilidade            | Câncer, Escorpião, Peixes  |

A classificação de acordo com o elemento ganhou tanta importância que alguns astrólogos iniciam sua interpretação de um mapa natal, estudando o equilíbrio de elementos mostrado pela posição dos planetas e ângulos (especialmente os sinais do Sol, da Lua e do Ascendente).

### As três modalidades
| Modalidade | Simbolo | Palavras-chave                                             | Signos                            |
| ---------- | ------- | ---------------------------------------------------------- | --------------------------------- |
| Cardinal   |         | Ação, dinâmica, iniciativa, grande força                   | Áries, Câncer, Libra, Capricórnio |
| Fixo       |         | Resistência à mudança, grande força de vontade, inflexível | Touro, Leão, Escorpião, Aquário   |
| Mutável    |         | Adaptabilidade, flexibilidade, desenvoltura                | Gêmeos, Virgem, Sagitário, Peixes |

A combinação de elemento e modalidade fornece uma caracterização básica de sinal. Por exemplo, Capricórnio é um signo cardinal da terra, o que significa que está associado à ação (modalidade cardinal) no mundo material (elemento terra). A tabela a seguir exibe as doze combinações de elementos e modalidades.
| Elemento | Fogo      | Terra       | Ar      | Água      |
| -------- | --------- | ----------- | ------- | --------- |
| Cardial  | Áries     | Capricórnio | Libra   | Câncer    |
| Fixo     | Leão      | Touro       | Aquário | Escorpião |
| Mutável  | Sagitário | Virgem      | Gêmeos  | Peixes    |

### Governos planetários
Governar é a conexão entre planeta e signo e casa correlatos. Na astrologia ocidental tradicional, cada signo é governado por um dos sete planetas visíveis (observe que na astrologia, o Sol e a Lua são denominados "As Luzes" ou estrelas fixas, enquanto os outros corpos são chamados de planetas ou andarilhos, ou seja, estrelas errantes como em oposição às estrelas fixas). Os governantes tradicionais são os seguintes: Áries (Marte), Touro (Vênus), Gêmeos (Mercúrio), Câncer (Lua), Leão (Sol), Virgem (Mercúrio), Libra (Vênus), Escorpião ( Marte e Plutão), Sagitário (Júpiter), Capricórnio (Saturno), Aquário (Saturno e Urano) e Peixes (Júpiter e Netuno).
Astrólogos de orientação psicológica geralmente acreditam que Saturno é o governante ou co-governante de Aquário em vez de Urano; Netuno é o governante ou co-governante de Peixes, em vez de Júpiter, e que Plutão é o governante ou co-governante de Escorpião, em vez de Marte. Alguns astrólogos acreditam que o planetoide Quíron pode ser o governante de Virgem, enquanto outro grupo de astrólogos modernos afirmam que Ceres é o governante de Touro.

### Tabela das datas
| Simbolo | Caractere Unicode | Nomes dos Signos | Datas                           | Corpo celeste dominante Moderno | Corpo celeste dominante Tradicional |
| ------- | ----------------- | ---------------- | ------------------------------- | ------------------------------- | ----------------------------------- |
|         | ♈                | Áries            | 21 de Março – 20 de Abril       | Marte                           | Marte                               |
|         | ♉                | Touro            | 21 de Abril - 20 de Maio        | Vênus                           | Vênus                               |
|         | ♊                | Gêmeos           | 21 de Maio - 20 de Junho        | Mércurio                        | Mércurio                            |
|         | ♋                | Câncer           | 21 de Junho - 22 de Julho       | Lua                             | Lua                                 |
|         | ♌                | Leão             | 23 de Julho - 22 de Agosto      | Sol                             | Sol                                 |
|         | ♍                | Virgem           | 23 de Agosto - 22 de Setembro   | Mércurio                        | Terra                               |
|         | ♎                | Libra            | 23 de Setembro - 22 de Outubro  | Vênus                           | Vênus                               |
|         | ♏                | Escorpião        | 23 de Outubro - 21 Novembro     | Plutão                          | Marte                               |
|         | ♐                | Sagitário        | 22 de Novembro - 21 de Dezembro | Júpiter                         | Júpiter                             |
|         | ♑                | Capricórnio      | 22 de Dezembro - 19 de Janeiro  | Saturno                         | Saturno                             |
|         | ♒                | Aquário          | 20 de Janeiro - 18 de Fevereiro | Urano                           | Saturno                             |
|         | ♓                | Peixes           | 19 de Fevereiro - 20 de Março   | Netuno                          | Júpiter                             |

Cada um dos doze sinais tem opostos, resultando em seis casais opostos. Os elementos Fogo e Ar são opostos e os elementos Terra e Água são opostos. Os sinais de primavera são opostos aos de outono e os de inverno são opostos aos de verão.
- Áries é oposto a Libra
- Câncer é o oposto de Capricórnio
- Gêmeos é o oposto de Sagitário
- Peixes é o oposto de Virgem
- Touro é o oposto de Escorpião
- Leão oposto de Aquário

### Dignidade e prejuízo, exaltação e queda
Uma crença tradicional da astrologia, conhecida como dignidade essencial, é a idéia de que o Sol, a Lua e os planetas são mais poderosos e eficazes em alguns signos do que outros, porque a natureza básica de ambos é mantida em harmonia. Por outro lado, eles são encontrados para encontrar alguns sinais de que são fracos ou difíceis de operar, porque acredita-se que sua natureza esteja em conflito. Essas categorias são Dignidade, Detrimento, Exaltação e Queda.
Dignidade e Detrimento: Um planeta é fortalecido ou digno se cair dentro do signo de que governa. Em outras palavras, é dito que exerce o governo do sinal. Por exemplo, a Lua em Câncer é considerada "forte" (bem digna). Se um planeta está no signo oposto ao qual ele governa (ou é digno), diz-se que está enfraquecido ou em Detrimento (por exemplo, a Lua em Capricórnio).
Na astrologia tradicional, outros níveis de dignidade são reconhecidos além do governo. Eles são conhecidos como Exaltação, Triplicidade, Termos ou Limites, e Face ou Decan, que juntos são conhecidos por descrever a dignidade Essencial de um planeta, a qualidade ou a capacidade da verdadeira natureza de uma pessoa.
Exaltação e queda: Além disso, um planeta também é fortalecido quando está em seu signo de exaltação. Na astrologia horária tradicional, Exaltação denota um nível de dignidade um tanto exagerado em comparação com o governo. Considerou-se que a exaltação conferia dignidade ao planeta (ou o que significava em um mapa horário), com a metáfora de um convidado de honra - que é o centro das atenções, mas a extensão de sua capacidade de agir é limitada. Exemplos de planetas em sua exaltação são: Saturno (Libra), Sol (Áries), Vênus (Peixes), Lua (Touro), Mercúrio (Virgem, embora alguns discordem dessa classificação), Marte (Capricórnio), Júpiter (Câncer). Diz-se que um planeta no sinal oposto de sua exaltação está em sua queda e, portanto, enfraquecido, talvez aparentemente mais que Detrimento. Não há acordo quanto aos sinais nos quais os três planetas extra-saturnianos podem ser considerados exaltados.
A tabela a seguir resume as posições descritas acima:
| Planeta (Simbolo) | Domicílio             | Exílio             | Exaltação   | Queda       |
| ----------------- | --------------------- | ------------------ | ----------- | ----------- |
| Sol ()            | Leão                  | Aquário            | Áries       | Libra       |
| Lua ()            | Câncer                | Capricórnio        | Touro       | Escorpião   |
| Mércurio ()       | Gêmeos e Virgem       | Sagitário e Peixes | Virgem      | Peixes      |
| Vênus ()          | Libra e Touro         | Áries e Escorpião  | Peixes      | Virgem      |
| Marte ()          | Áries e Escorpião     | Libra e Touro      | Capricórnio | Câncer      |
| Júpiter ()        | Sagitário e Peixes    | Gêmeos e Virgem    | Câncer      | Capricórnio |
| Saturno ()        | Capricórnio e Aquário | Câncer e Leão      | Libra       | Áries       |

Além da dignidade essencial, o astrólogo tradicional considera a dignidade acidental dos planetas. Esta é a colocação por casa no gráfico em exame. Dignidade acidental é a "capacidade de agir" do planeta. Portanto, podemos ter, por exemplo, Lua em Câncer, digna do governo, colocada na 12ª casa que teria pouco espaço para expressar sua boa natureza. O 12º é uma casa de cadentes, assim como os 3º, 6º e 9º, e os planetas nessas casas são considerados fracos ou aflitos. Por outro lado, a Lua no 1º, 4º, 7º ou 10º seria mais capaz de agir, pois são casas angulares. Os planetas nas casas sucedidas do gráfico (2º, 5º, 8º, 11º) são geralmente considerados de capacidade média para agir. Além da Dignidade acidental, há uma série de debilidades acidentais, como retrogradação, Sob os raios do sol, Combustão e assim por diante.

## Astrologia indiana
Na astrologia indiana, existem cinco elementos: fogo, terra, ar, água e éter. O mestre do fogo é Marte, enquanto Mercúrio é da terra, Saturno do ar, Vênus da água e Júpiter do éter.
A astrologia jyotish reconhece doze signos do zodíaco (Rāśi), que correspondem aos da astrologia ocidental. A relação dos signos com os elementos é a mesma nos dois sistemas.

## Signos do zodíaco chinês

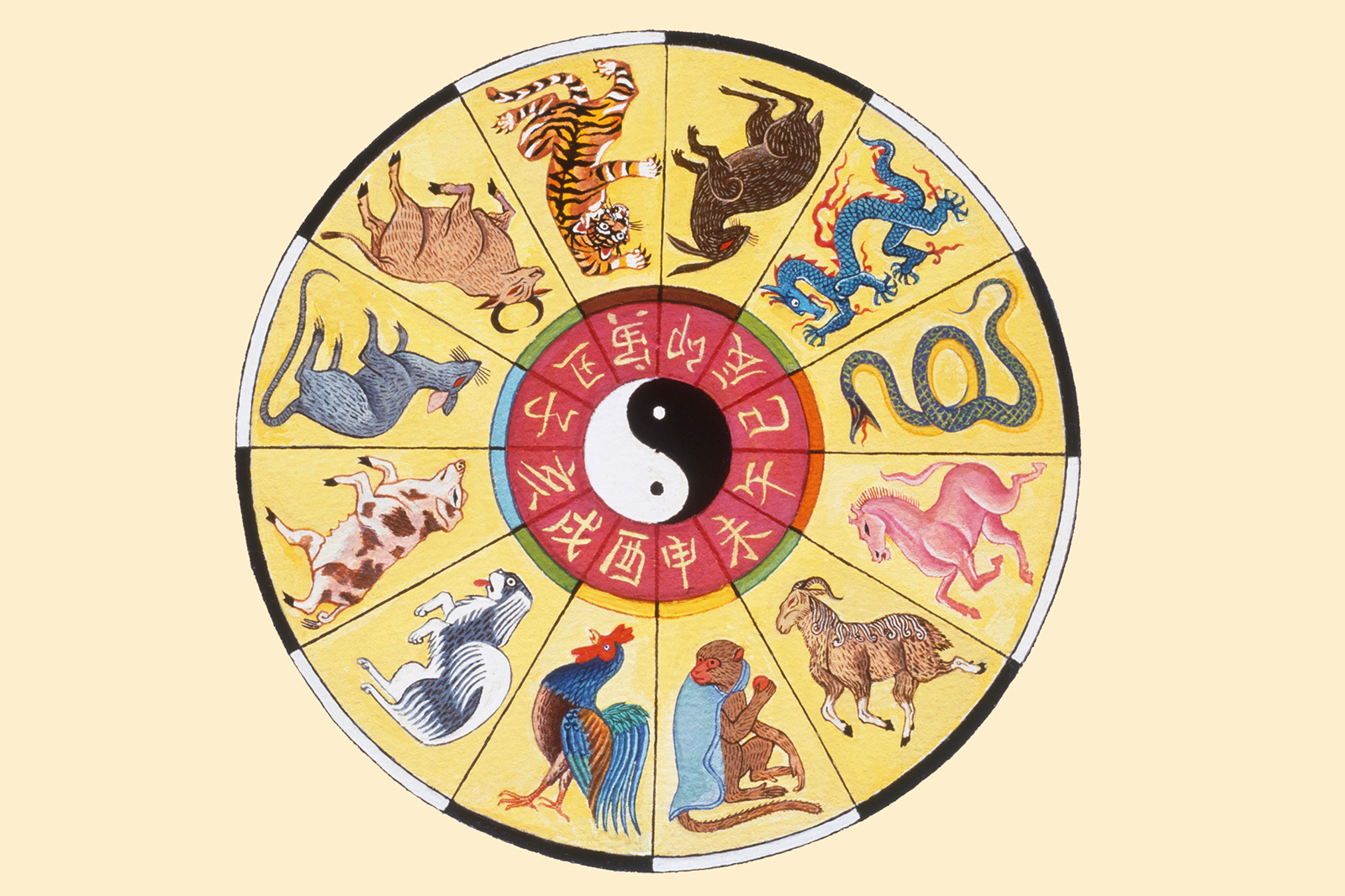
Os 12 signos chinês

Os signos astrológicos chineses operam em ciclos de anos, meses lunares e períodos de duas horas do dia (também conhecidos como shichen). Uma característica particular do zodíaco chinês é sua operação em um ciclo de 60 anos em combinação com as Cinco Fases da Astrologia chinesa (Madeira, Fogo, Metal, Água e Terra). No entanto, algumas pesquisas dizem que existe uma relação óbvia entre o ciclo chinês de 12 anos e as constelações do zodíaco: cada ano do ciclo corresponde a uma certa disposição de Júpiter. Por exemplo, no ano da Serpente Júpiter está no Signo de Gêmeos, no ano do Cavalo Júpiter está no Signo de Câncer e assim por diante. Assim, o calendário chinês de 12 anos é um calendário solar-lunar-joviano.

### Simbolismo do zodíaco
A tabela a seguir mostra os doze sinais e seus atributos.
| Número | Signo    | Caracteres       | Yin/Yang | Direção | Estação             | Elemento fixo | Trígono  |
| ------ | -------- | ---------------- | -------- | ------- | ------------------- | ------------- | -------- |
| 1      | Rato     | 鼠, shǔ (子)     | Yang     | Norte   | Meio do Inverno     | Água          | Primeiro |
| 2      | Boi      | 牛, niú (丑)     | Yin      | Norte   | Fim do Inverno      | Terra         | Segundo  |
| 3      | Tigre    | 虎, hǔ (寅)      | Yang     | Leste   | Início da Primavera | Madeira       | Terceiro |
| 4      | Coelho   | 兔, tù (卯)      | Yin      | Leste   | Meio da Primavera   | Madeira       | Quarto   |
| 5      | Dragão   | 龙/龍, lóng (辰) | Yang     | Leste   | Fim da Primavera    | Terra         | Primeiro |
| 6      | Serpente | 蛇, shé (巳)     | Yin      | Sul     | Início do Verão     | Fogo          | Segundo  |
| 7      | Cavalo   | 马/馬, mǎ (午)   | Yang     | Sul     | Meio do Verão       | Fogo          | Terceiro |
| 8      | Cabra    | 羊, yáng (未)    | Yin      | Sul     | Fim do Verão        | Terra         | Quarto   |
| 9      | Macaco   | 猴, hóu (申)     | Yang     | Oeste   | Início do Outono    | Metal         | Primeiro |
| 10     | Galo     | 鸡/雞, jī (酉)   | Yin      | Oeste   | Meio do Outono      | Metal         | Segundo  |
| 11     | Cão      | 狗, gǒu (戌)     | Yang     | Oeste   | Final de Outono     | Terra         | Terceiro |
| 12     | Porco    | 猪/豬, zhū (亥)  | Yin      | Norte   | Início do Inverno   | Água          | Quarto   |

### Os cincos elementos
- Madeira: Quem nasce sob a influência do elemento Madeira é criativo, expansivo e inovador. É cooperativo, generoso e idealista. É versátil e prático. Por vezes, precisa de apoio para alcançar o objetivo. Tem tendência à insatisfação, dispersão, egoísmo e inconstância.

- Fogo: Quem nasce sob a influência do elemento Fogo tem paixão, criatividade, movimento, inovação, improviso, liderança e extroversão. É líder, decisivo e confiante. Tem tendência à agressividade, descontrole, exagero, hiperatividade, radicalismo, impaciência e impulsividade.

- Terra: Quem nasce sob a influência do elemento Terra é equilibrado, estável, seguro, pragmático, organizado, prudente, sério, objetivo e conservador. Tem tendência a ser devagar e cauteloso. Não costuma ser criativo e gosta de rotina.

- Metal: Quem nasce sob a influência do elemento Metal se considera autossuficiente, determinado, concentrado, forte, ambicioso e perseverante. Tem tendência a ser individualista, inflexível, melancólico e irracional.

- Água: Quem nasce sob a influência do elemento Água é comunicativo, intuitivo e sensível. É simpático, persuasivo e flexível. Tem tendência a ser inconstante, indiferente e inseguro.

Os cinco elementos operam em conjunto com os doze signos animais em um calendário de 60 anos. Os cinco elementos aparecem no calendário em suas formas yin e yang e são conhecidos como as dez hastes celestes. A divisão yin/yang vista no calendário gregoriano significa que os anos que terminam em número par são Yang (representando masculino, ativo e luz), aqueles que terminam com um número ímpar são Yin (representando feminino, passivo e escuridão).

## Zodíaco vietnamita
A astrologia vietnamita, também conhecida como "Tử Vi", é uma prática ancestral que se baseia em um ciclo de doze anos, correspondendo a doze signos animais e estrelas. Este sistema é altamente valorizado na cultura vietnamita e desempenha um papel crucial na vida das pessoas, influenciando aspectos como personalidade, carreira, casamento e fortuna.
Os doze signos do zodíaco vietnamita são: rato, búfalo, tigre, gato, dragão, serpente, cavalo, cabra, macaco, galo, cão e porco. Cada signo está associado a características específicas e é regido por um ciclo lunar. Além disso, a astrologia vietnamita incorpora elementos dos horóscopos ocidental e chinês, criando uma rica tapeçaria de influências culturais.
A prática de Tử Vi envolve a conversão de datas e horas de nascimento do calendário gregoriano para o calendário lunar vietnamita, permitindo previsões detalhadas sobre a vida de uma pessoa. Este sistema também utiliza cinco elementos essenciais (metal, madeira, água, fogo e terra) e dez troncos celestiais para fornecer uma análise abrangente do destino de um indivíduo.

## Horóscopo maia
O horóscopo maia é baseado no calendário maia, que é diferente do calendário gregoriano. Este calendário é composto por 260 dias, divididos em 20 períodos de 13 dias cada. Cada dia tem um nome e um signo específico, que determina as características e influências daquele período.
Os maias acreditavam que os ritmos de energia do universo influenciavam a vida das pessoas, e o horóscopo maia reflete essa crença. Ao contrário dos horóscopos ocidentais, que se baseiam no movimento dos planetas e estrelas, o horóscopo maia se baseia nos ciclos de energia.
Aqui estão alguns dos signos do horóscopo maia e suas características:
1. Crocodilo (Imix): Pessoas nascidas sob este signo geralmente são emocionais e têm uma imaginação vívida.
2. Vento (Ik): Associado à comunicação e à mudança, os nascidos sob este signo são adaptáveis e expressivos.
3. Casa (Akbal): Representa a introspecção e a espiritualidade. Pessoas deste signo são reflexivas e intuitivas.
4. Lagarto (Kan): Signo ligado à fertilidade e ao crescimento. Os nascidos sob este signo são criativos e produtivos.
5. Serpente (Chicchan): Associado à transformação e à cura. Pessoas deste signo são intuitivas e têm uma forte conexão com a espiritualidade.